# Macedoniusz konsul
Macedoniusz konsul albo Macedoniusz Scholastyk (gr.: Μακηδόνιος lub Ύπατος Μακεδόνιος, ο Θεσσαλονικεύς) – poeta bizantyński z VI wieku, autor epigramatów.

## Osoba
O samym Macedoniuszu wiadomo jedynie, że piastował wysoki urząd konsula (hýpatos) za panowania cesarza Justyniana I (527-565). Należał do grona elity intelektualnej stolicy prawników i humanistów (scholastikòj) Konstantynopola, skupionych wokół Agatiasza Scholastyka. Należeli do niego znany poeta Paweł Silencjariusz, prefekt Julian z Egiptu oraz Arabiusz Scholastyk, Eratostenes Scholastyk, Eutolmiusz Scholastyk, Ireneusz Referendarz, Izydor Scholastyk, Jan Barbukalos, Julian Antikensor, Leoncjusz Scholastyk, Teetet Scholastyk i Tomasz Scholastyk. Wszyscy oni tworzyli epigramy posługując się językiem klasycznym oraz wyniesioną ze szkół wiedzą mitologiczną i historyczną. Pisali na te same tematy, choć w nowym ujęciu i z odmienną pointą. Prawdopodobnie odczytywali własne utwory podczas wspólnych spotkań towarzyskich.
Agatiasz wydał 44 epigramy Macedoniusza w Antologii nowych epigramów. Za pośrednictwem jego zbioru trafiły one potem do Antologii palatyńskiej.

## Twórczość
Macedoniusz uprawiał wszystkie rodzaje epigramu: miłosne, wotywne, nagrobkowe, popisowe, refleksyjne i biesiadne. Motywy czerpał z Wieńca Meleagra z Gadary, Palladasa, z sielanek Teokryta i poetów sobie współczesnych: Agatiasza i Silencjariusza.
Naśladowaniem innych poetów jest głównie jego 14 zachowanych epigramów erotycznych. Tam gdzie decyduje się na samodzielność, jego dowcip jest wymuszony: szydzi z malującej się piękności (XI 370) lub pobrzękuje kiesą przed drzwiami dziewczyny mówiąc: Ze złotem ścigam Erosa, bo i praca pszczół nie odbywa się za pomocą pługa i motyki, lecz rosistej wiosny, a złoto miodu Afrodyty jest różnorodnym pracownikiem. Za słodycz rozkoszy ofiaruje słodycz złota, plącząc się w przenośniach i przeciwstawieniach. Inną dziewczynę prosi, by wyleczyła jego ranę swą pięknością, wszak zadała mu ją swoją miłością (V 225). Jeszcze innej obiecuje, że będzie lepszym kochankiem, bo po winobraniu miłości zadba o sam krzak winnej latorośli, gdy go pokryją niteczki zmarszczek (V 227). Nie przeszkadza mu to jednak, gdy kochanka zwodzi go, że przyjdzie wieczorem, przestrzec ją przed wieczorem jej życia (V 233). Na widok odwiedzającej go kochanki wybucha radością, jest jak rozbitek zalewany falami miłości i prosi: ratuj mnie i przyjmij do swego portu (V 235). Gdy go jednak zdradzi, bez wahania szpadę, którą się zabawia, zatopi w swoim sercu (V 238).
Podobny do papierowych zapałów miłosnych jest zapał poety do biesiad, gdy z pijackim entuzjazmem (XI 58) wykrzykuje, że nie dba o wysokie urzędy, nie pragnie bogactw, byleby robotnicy uprawiali jego ziemie, a on miał pełny puchar wina i zacnych towarzyszy przy stole. Innym każe się troszczyć o płody Demeter, sam poprzestaje na winnej jagodzie (X 59). Przykładem epigramu wotywnego może być utwór o starym żeglarzu, który ofiarował Posejdonowi jako wotum łódź, teraz, na lądzie już bezpieczną od niebezpiecznych wiatrów (VI 69). W nagrobkowej apostrofie zwraca się do Artemidy i Ziemi, która go przykryje po śmierci (VII 566). Po wybudowaniu domu we frygijskiej Cybirze chwali się, że nie zdobył majątku łupieżczym żelazem, ani krzywdą ubogich lecz pobożnością (eusebeia). A jak sprawiedliwemu mężowi przysługuje wypoczynek po trudach życia, tak niech przetrwa ten domek na wsi, dzieło pobożnych ludzi. Poeta umieścił na odrzwiach taki napis: Ziomek i obcy zawsze mi miły. Gościnność nie pyta: Ktoś ty? Przychodzisz skąd? Jaki jest gościu twój ród?.

## Przekłady na język polski
- Macedoniusz, Epigramy [w:] Antologia Palatyńska, wybrał, przeł. i oprac. Zygmunt Kubiak, Warszawa 1978, s. 282-287 (Dwie siostry łaskawe, s.282, Miecz, s.282, Piękność przemożna, s.282, Przyszłaś, s.283, Rana, s.283, Wieczór, s.283, Obcy, s.284, Winobranie miłości, s.284, Na suchej ziemi, s.285, Posąg satyra, s.285, Stary żeglarz, s.285, Skarb we śnie, s.286, Stary muzyk, s.286, Lekarz ignorant, s.287, Nie pragnę złota, s.287).